# Station Pomiechówek
Station Pomiechówek is een spoorwegstation in de Poolse plaats Pomiechówek.